# Nikolaos Makarezos
Nikolaos Makarezos (Grieks: Νικόλαος Μακαρέζος) (Gravia, 1919 - Fokida, 3 augustus 2009) was een Grieks militair en een der leiders van het kolonelsregime.
Makarezos studeerde voor legerofficier aan de Griekse militaire academie. Hij nam deel aan de Grieks-Italiaanse Oorlog en aan de Slag om Griekenland en werd lid van de krijgsmacht van de Griekse regering in ballingschap. Na de Tweede Wereldoorlog maakte hij zijn studie af aan de artillerieschool van Megalo Pefko, waar hij later ook instructeur zou worden. Daarnaast studeerde hij ook economische en politieke wetenschappen. In de periode 1962-1965 was hij militair attaché bij de Griekse ambassade in Bonn. 
Samen met kolonel Georgios Papadopoulos en brigadegeneraal Stylianos Pattakos leidde hij de groep van middenkaderofficieren, die de regering van Panagiotis Kanellopoulos in april 1967 omverwierp bij een staatsgreep en een militair junta installeerde, het "kolonelsregime", dat Griekenland zeven jaar zou besturen.
Makarezos was een centraal figuur in de opeenvolgende dictatoriale regeringen, als minister van coördinatie tot augustus 1971 en vervolgens tot oktober 1973 als vice-premier. Onder de leiders van de junta was hij de enige met kennis van economie en kreeg bijgevolg de verantwoordelijkheid over de economie van het land. Tijdens de eerste jaren van het regime was er een economische bloei, met hoge groei, lage werkloosheid en lage inflatie. Dit werd verwezenlijkt dankzij aanzienlijke buitenlandse investeringen, de bouw van grote infrastructuurwerken en belangrijke investeringen in de toeristische industrie. In 1973 daalde de groei echter en samen met de sterk verspreide corruptie, de financiële schandalen en de politieke stagnatie leidde dit tot het verlies aan populariteit van het regime. Toen Papadopoulos in 1973 poogde om het regime langzaam te democratiseren en Spyros Markezinis benoemde tot eerste minister, verdween Makarezos uit de regering.
Na de val van de junta in juli 1974 werd Makarezos gearresteerd en naar het eiland Kea gebracht. Samen met de andere juntaleiders werd hij berecht voor verraad en rebellie. Hij werd schuldig bevonden en werd ter dood veroordeeld. Zijn straf werd later omgezet in levenslange gevangenisstraf. In 1990 werd dit op medische gronden omgezet in huisarrest, tot zijn dood in 2009.
- Gemeinsame Normdatei: 142638919
- International Standard Name Identifier: 0000 0000 8206 0832
- Library of Congress Control Number: no2008167395
- Nederlandse Thesaurus van Auteursnamen: 296351768
- Virtual International Authority File: 21971101
- WorldCat: E39PBJdrHbJFBVvPB8xbfVXTpP